# Ace Frehley (album)
Ace Frehley is een soloalbum van Ace Frehley. Het verscheen op 18 september 1978 en werd geproduceerd door Ace Frehley en Eddie Kramer. Frehley was toen de gitarist van de hardrockband Kiss.
Het album werd tegelijkertijd met soloalbums van de drie (toenmalige) andere leden van Kiss uitgebracht.
Er is één single van uitgebracht: New York Groove.

## Nummers
1. "Rip It Out" (Ace Frehley, Larry Kelly, Sue Kelly)
2. "Speedin' Back to My Baby" (Frehley, Jeanette Frehley)
3. "Snow Blind" (Frehley)
4. "Ozone" (Frehley)
5. "What's on Your Mind?" (Frehley)
6. "New York Groove" (Russ Ballard)
7. "I'm in Need of Love" (Frehley)
8. "Wiped-Out" (Paul Stanley, Anton Fig)
9. "Fractured Mirror" (Frehley)